# Белая сапота
Казимироа съедобная (лат. Casimiroa edulis) — плодовое дерево семейства Сапотовые. Известна также под названиями матасано (исп. matasano) белая сапота (англ. white sapote, нем. weiße Sapote, фр. sapote blanche) и мексиканское яблоко (англ. Mexican-apple, фр. pomme mexicaine).

## История

### Применение у ацтеков
В своём фундаментальном произведении «Общая история дел Новой Испании» (1547—1577) Бернардино де Саагун, опираясь на сведения ацтеков о свойствах растений, привел различные сведения о белой сапоте, в частности о том, что:

Есть другие лавровые деревья, которые называются кочистесапотль, потому что они вызывают сон, как те, что выше, но они меньше по размеру. Есть другие как те, что выше, но очень крупные.

## Описание
Белая сапота — дерево высотой до 18 м с бородавчатой пепельно-серой корой. Листья очерёдные, пальчатосложные, состоят из 3—7 ланцетовидных кожистых листиков, средний из которых (наиболее длинный) длиной до 18 см.
Цветки мелкие, зеленовато-жёлтые, собраны в метёлки на концах ветвей и в пазухах листьев.
Плод овальный, 6,25-11,25 см длиной и до 12 см шириной, с гладкой тонкой желтоватой кожицей. Внутри содержится ароматная сливочно-белая мякоть с 1-6 длинными белыми семенами.

## Распространение
Родина Белой сапоты — Центральная Мексика. Культивируется также в Центральной Америке, в северной части Южной Америки, на Антильских и Багамских островах, в Индии, Средиземноморье, в Южной Африке и Новой Зеландии.

## Использование
Плоды белой сапоты едят в свежем виде, делают из них джем. Семена, листья и кора используются в медицине.